# Saint-Pierre-de-Buzet
Saint-Pierre-de-Buzet é uma comuna francesa na região administrativa da Nova Aquitânia, no departamento Lot-et-Garonne. Estende-se por uma área de 8,6 km². Em 2010 a comuna tinha 298 habitantes (densidade: 34,7 hab./km²).